# Die Eisenbahn-Oma
Die Eisenbahn-Oma ist ein Kinderbuch von Paul Maar aus dem Jahr 1981.

## Handlung
Das Buch erzählt von dem Jungen Ulli, der in die zweite Klasse geht und in den Herbstferien allein von Stuttgart nach München mit dem Zug fährt, um Tante und Kusine zu besuchen.
Er muss sich im Zug zu einer alten Frau ins Abteil setzen, die ebenfalls nach München fährt. Zuerst will Ulli nichts von ihr wissen, weil er denkt, dass es mit ihr sowieso nur langweilig sein kann. Lieber hätte er in einem anderen Abteil gesessen. Das Eis taut erst auf, als ihm die alte Frau hilft, seine Fahrkarte zu finden. Sie sagt, dass er sie Oma Brückner nennen soll und bietet ihm selbst gebackenen Kuchen an. Sie sagt, dass sie selbst vier erwachsene Kinder hat und dass ihr jüngster Enkel im gleichen Alter ist wie Ulli. Dann erzählt Frau Brückner von ihrer Kindheit, wie sie mit ihren fünf Geschwistern dafür berüchtigt war, immer wieder anderen Leuten Streiche zu spielen. Dass sie die Türklinke am Pfarrhaus mit Senf bestrichen hätten, um festzustellen, ob der Pfarrer flucht, wenn er reinfasst. Dem Bankdirektor hätten sie Blechdosen ans Auto gebunden, die so klapperten, dass er dachte, er hätte einen Motorschaden. Dem Bäcker Schleißmann hätten sie das "L" aus seinem Namensschild entfernt.
Am meisten beeindruckt Ulli die Erzählung, wie sie als junges Mädchen beinahe das Motorrad des Polizisten gestohlen hätte. Der hatte es nämlich unterlassen, den Zündschlüssel abzuziehen und da sei sie mit dem Motorrad mehrfach um den Block gefahren, weil sie nicht wusste, wie sie das Fahrzeug wieder zum Stehen bringen sollte.
Die Oma macht mit Ulli Wortspiele und zeigt ihm, was sie als Kind gespielt hat. Sie gibt ihm auch ein Rätsel auf, das Ulli lösen soll, aber erst bei der Verabschiedung auflösen kann:
Was mag das sein:
Du gibst es mir
und trotzdem bleibt es doch bei dir!
So vergeht die Zugfahrt sehr schnell und Ulli verabschiedet sich in München von Oma Brückner. Da findet er auch die Lösung des Rätsels: Es ist die Hand.
Auf die Frage seiner Cousine, wer die alte Frau gewesen sei und ob das nicht furchtbar langweilig sei, mit einer alten Frau so eine lange Strecke allein im Abteil zu fahren, verneint Ulli und sagt:
Alte Leute können sich ganz toll mit Kindern unterhalten. Wenn ich nach Stuttgart zurückfahre, müsst ihr mich unbedingt wieder zu so einer Oma ins Abteil setzen.

## Bewertung
Für dieses Buch erhielt Paul Maar den Kinderbuchpreis Nordrhein-Westfalen.